# 卡羅·海斯
卡羅·伊麗莎白·海斯·詹金斯（英語：Carol Elizabeth Heiss Jenkins，出生于1940年1月20日—），美國花式滑冰運動員、教練暨電影演員。曾獲1960年冬季奧運會女子單人滑冠軍、1956年冬奧亞軍，以及五屆世界錦標賽冠軍（1956–1960年）。

## 生平

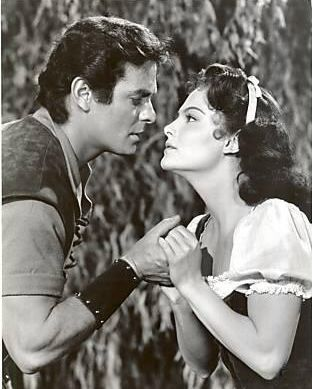
「白雪公主」海斯與「白馬王子」艾德森·史楚洛於電影《白雪公主與三個跟屁蟲》（1961）中。

1960年退役後，海斯在1961年的電影《白雪公主與三個跟屁蟲》中扮演女主角。她與1956年冬奧男單冠軍海耶斯·艾倫·詹金斯結婚，1960年冬奧男單冠軍大衛·詹金斯是她的小叔。奧運後她曾短暫參與滑冰秀，但在1962年就從表演活動退休。1970年代晚期，她成為花式滑冰教練，在俄亥俄州阿克倫教學。她的教練生涯表現出色，後來轉到萊克伍德執教，歷年學生包括蒂莫西·戈貝爾、東妮亞·卡維亞特考斯基與安藤美姬。
1950年代，海斯被認為是競技型的花式滑冰選手。1953年，她成為第一個在比賽中完成兩周半跳的女性運動員。她的另一個註冊商標，是交替順時鐘與逆時鐘一周半跳。海斯的跳躍常是順時鐘，但旋轉多半是逆時鐘，大多數運動員都是朝同一個方向旋轉與跳躍。

## 賽事成績
| 賽事   | 1953 | 1954 | 1955 | 1956 | 1957 | 1958 | 1959 | 1960 |
| ------ | ---- | ---- | ---- | ---- | ---- | ---- | ---- | ---- |
| 冬奧   |      |      |      | 2nd  |      |      |      | 1st  |
| 世錦賽 | 4th  |      | 2nd  | 1st  | 1st  | 1st  | 1st  | 1st  |
| 北美錦 | 2nd  |      | 2nd  |      | 1st  |      | 1st  |      |
| 美錦賽 | 2nd  | 2nd  | 2nd  | 2nd  | 1st  | 1st  | 1st  | 1st  |

## 外部連結
- IOC 1960 Winter Olympics（页面存档备份，存于）
- Carol Heiss Jenkins' U.S. Olympic Team bio
- olympic.org （页面存档备份，存于） Athlete Profile – Heiss